# Święty Bawo
Święty Bawo(n) (ur. ok. 589 w Hesbaye, zm. 1 października 654 w Gandawie) – belgijski święty Kościoła katolickiego i prawosławnego.

## Żywot świętego
Urodził się jako Allowin niedaleko Liège (obecnie w Belgii), w rodzinie van Haspengouw. Legenda nazywa go synem Pepina z Landen. W dzieciństwie zdrobniale nazywano go Bawo (lub Bawon). W młodości Bawo znany był z beztroskiego, hulaszczego i samolubnego życia. Ożenił się i miał córkę Agletrudis. Po przedwczesnej śmierci żony i pod wpływem niezwykle pobożnej córki oraz wysłuchanego kazania wygłoszonego przez mnicha Amandusa, nawrócił się. Sprzedał wszystkie swoje posiadłości, pieniądze przeznaczył na budowany przez Amandusa klasztor w Gandawie i przeniósł się tam. Został mnichem benedyktyńskim i razem z Amandusem głosił słowo Boże. Po pewnym czasie wystąpił do Amandusa o pozwolenie na spędzenie reszty życia jako pustelnik. Po uzyskaniu zgody, na początku mieszkał w wydrążonym pniu drzewa, a potem zbudował w pobliskim lesie lepiankę. Żywił się warzywami i wodą. Zmarł śmiercią naturalną 1 października roku 653 lub 654. Pochowany został w klasztorze w Gandawie, wtedy zwanym Ganda, dziś noszącym jego imię – klasztor św. Bawona (Sint-Baafsabdij). W czasie jego pogrzebu miał zdarzyć się cud – opętana przez diabła kobieta dotknęła ciała Bawona i została uzdrowiona.

## Kult
Nie wiadomo dokładnie, kiedy Bawo został ogłoszony świętym – prawdopodobnie w 680 lub 1010 roku.
Jego wspomnienie liturgiczne w Kościele katolickim obchodzone jest 1 października.
W Cerkwi prawosławnej kult jest znikomy. Wyznawcy prawosławia wspominają świętego mnicha 1 października według kalendarza juliańskiego (która to data wypada od 1901 do 2100 r. 14 października według kalendarza gregoriańskiego).
Patronat
Święty Bawo patronuje sokolnikom, diecezji w Gandawie i miastu Haarlem, gdzie uznawany jest za wybawcę. W 1268 roku miasto znajdowało się pod oblężeniem, kiedy ukazał się na niebie święty Bawon z mieczem w prawej i sokołem w lewej ręce. Wystraszyło to oblegających miasto, którzy natychmiast uciekli, a mieszkańcy Haarlem obrali sobie Bawona na patrona.
Ikonografia
Św. Bawo przedstawiany jest jako pustelnik w wydrążonym drzewie lub na wielkim kamieniu (ponieważ jako umartwienie codziennie w drodze na mszę niósł ze sobą duży kamień).
Jego atrybutami są miecz, mała waga i sokół, z którym wiąże się legenda. Ponoć Bawona oskarżono kiedyś o kradzież białego sokoła, co w owych czasach było karane śmiercią na szubienicy. Kiedy wyrok już miał być wykonany, nadleciał zagubiony biały sokół i usiadł na szubienicy. Biały ptak – symbol niewinności – dowodził niewinności Bawona. Sam święty uznał to za znak od Boga.

## Kościoły pw. świętego Bawona
- Katedra św. Bawona w Gandawie (Sint-Baafskathedraal)
- Kościół św. Bawona w Haarlemie (Sint-Bavokerk)
- Bazylika św. Bawona w Haarlemie (Kathedraal St. Bavo)
- Kościół św. Bawona w Heemstede
- Kościół św. Bawona w Mishawana (w USA)

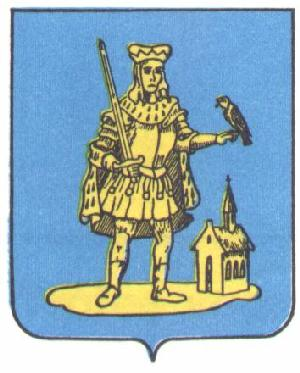
Święty Bawo w herbie Wilrijk, dzielnicy belgijskiej Antwerpii
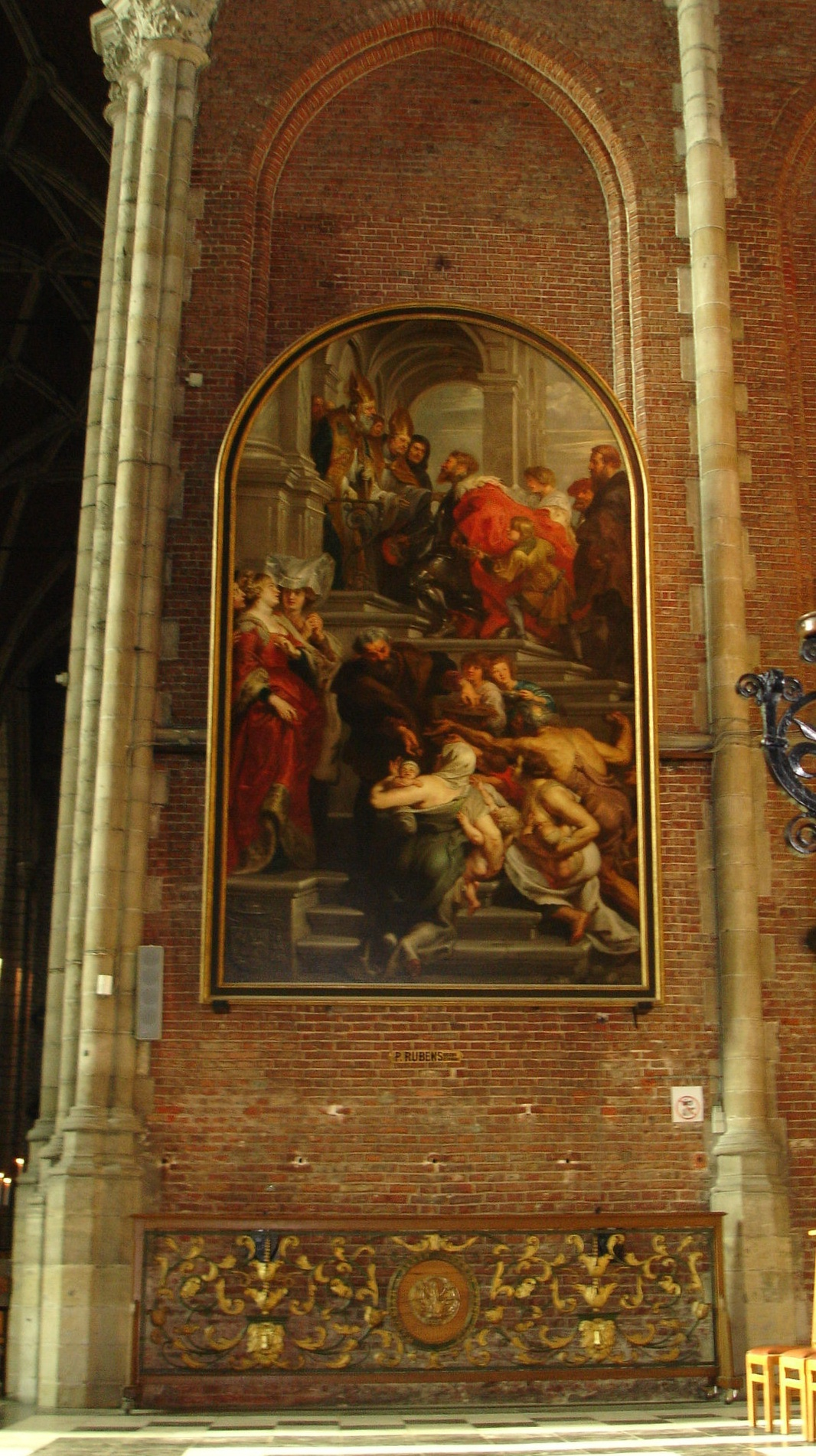
Święty Bawo na obrazie P.P. Rubensa w katedrze w Gandawie
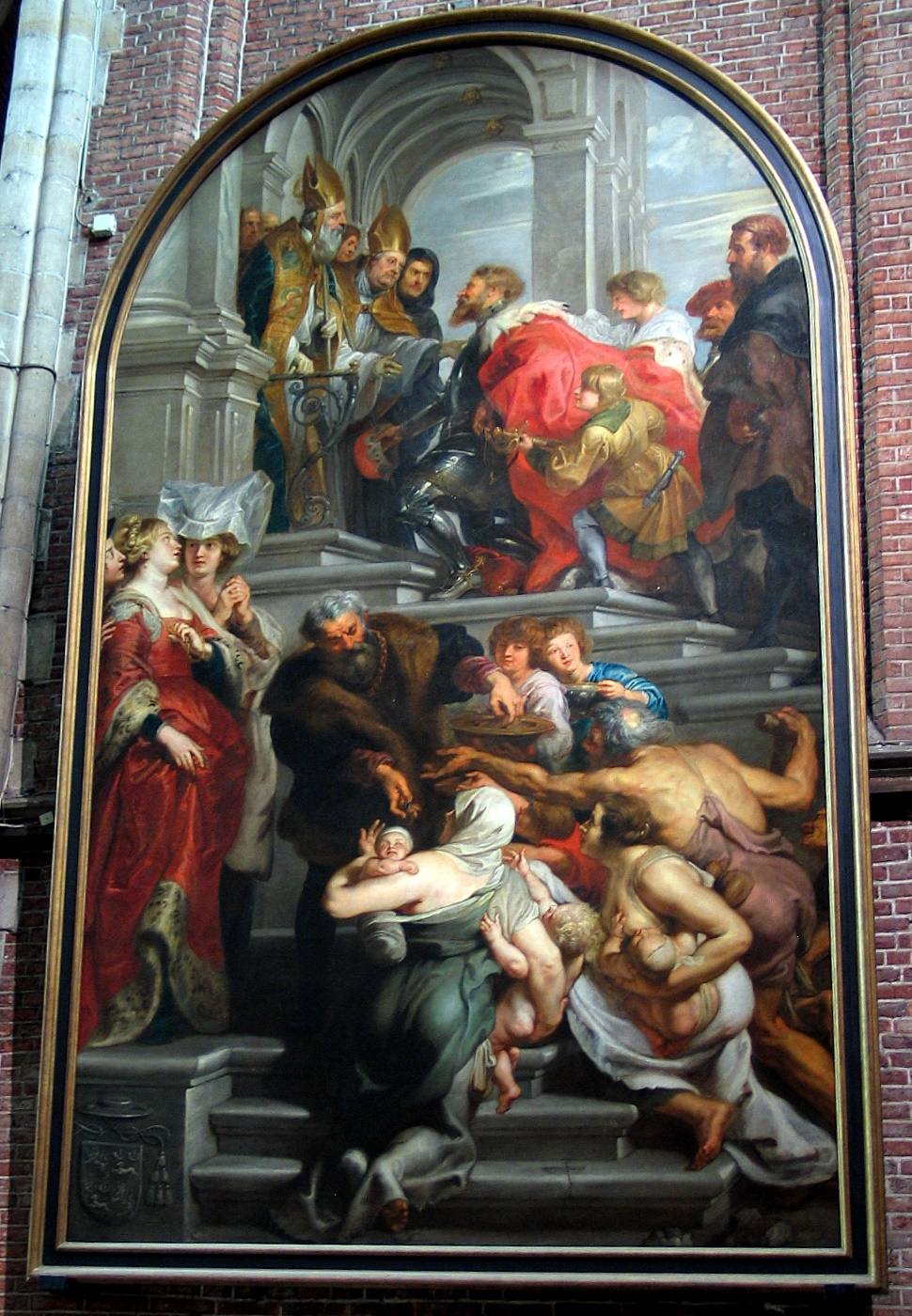
Św. Bawo przybywa do klasztoru w Gandawie
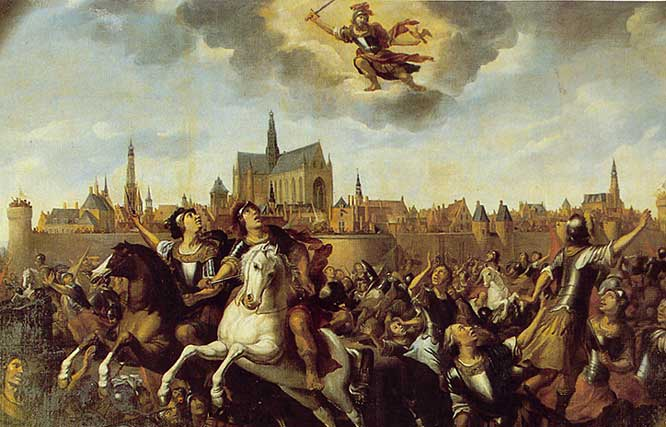
Ukazanie się na niebie